# Seigneurie de Maienfeld
?–1798
La seigneurie de Maienfeld est une ancienne seigneurie située dans l'actuel canton des Grisons. La seigneurie est une juridiction de la Ligue des Dix-Juridictions.

## Histoire
La seigneurie appartient d'abord aux barons de Vaz, puis aux Aspermont, à Hartman II Meier von Windegg, aux comtes de Toggenbourg et aux Brandis-Aarbourg jusqu'en 1509.
En 1436, la seigneurie devient une juridiction de la Ligue des Dix-Juridictions.
La seigneurie est divisée en deux basses juridictions : Maienfeld-Fläsch et Malans-Jenins (également appelée seigneurie de Neu-Aspermont).
Les Trois Ligues achètent la basse-juridiction de Maienfeld-Fläsch avec la haute justice sur l'ensemble en 1509, puis la seigneurie et le château de Neu-Aspermont en 1536.